# Rauvolfia sprucei
Rauvolfia sprucei är en oleanderväxtart som beskrevs av Müll. Arg.. Rauvolfia sprucei ingår i släktet Rauvolfia och familjen oleanderväxter. Inga underarter finns listade i Catalogue of Life.